# شيخ (مقاطعة مبارك)
شيخ هي بلدة في مقاطعة مبارك في ولاية قشقداريا في أوزبكستان.